# Partido di Chivilcoy
Il partido di Chivilcoy è un dipartimento (partido) dell'Argentina facente parte della Provincia di Buenos Aires. Il capoluogo è Chivilcoy. 